# Rendition
L'azienda californiana Rendition è nata nel 1993 specificatamente come produttore di acceleratori grafici 2D/3D per schede video per Personal Computer.
Ha prodotto una propria serie di chipset grafici (Vérité) fino al 1998 quando fu acquisita da Micron Technology, un produttore di memorie DRAM.
Il team di sviluppatori di Rendition fu impiegato da Micron, per un certo tempo, nello sviluppo dei chip grafici integrati in una propria linea di schede madri. Attualmente, di Rendition rimane solo il nome, utilizzato per commercializzare una linea economica delle memorie DRAM di Crucial Technology, una divisione della stessa Micron.

## Rendition Vérité
Il primo risultato tecnologico di Rendition fu ottenuto nel 1996 con la commercializzazione del Vérité V1000, un sofisticato chip RISC su bus PCI con supporto 2D e funzioni di accelerazione 3D e di gestione dell'immagine quali Bilinear Filtering, MIP Mapping e Antialiasing. Nelle intenzioni di Rendition, le funzioni 2D e 3D nello stesso chip avrebbero dovuto assicurare un clamoroso successo, rendendo superfluo l'acquisto di una scheda aggiuntiva dedicata al 3D come quelle della concorrente 3dfx.
Il V1000 era montato sulle schede video di vari produttori, tra cui la 3D Blaster PCI di Creative Labs, la Screamin' 3D di Sierra Entertainment, la Total 3D di Canopus Corporation e la Intense 3D 100 di Intergraph. A quelle schede fu allegato vQuake, una versione del videogioco Quake ottimizzata specificamente per le API proprietarie del Vérité V1000: Speedy3D per DOS e RRedline per Windows. Si trattava della prima versione di un videogioco capace di sfruttare un acceleratore hardware 3D.

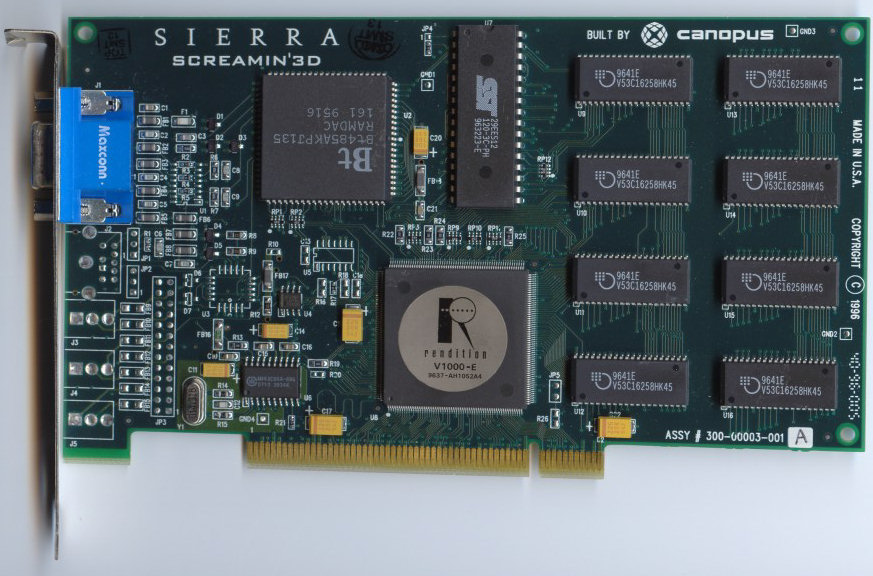
La scheda video Screamin' 3D di Sierra Entertainment che monta la GPU Vérité V1000

Le vendite iniziali furono interessanti, ma presto sorsero alcuni problemi che compromisero il successo del V1000. Il rapido imporsi come standard delle API DirectX di Microsoft, per le quali il chip di Rendition non era ottimizzato, penalizzò notevolmente le prestazioni 3D del Vérité. Inoltre il V1000, a dispetto delle elevate performance 3D, possedeva una sezione 2D solo discreta sia come qualità che velocità.
La situazione non migliorò con la seconda generazione del Vérité, all'inizio del 1998: la V2x00, che, pur più veloce della precedente, soffriva degli stessi problemi di ottimizzazione, oltre che della cattiva pubblicità che essa aveva comportato in passato.
La programmabilità del chip RISC avrebbe teoricamente permesso l'adeguamento ai nuovi standard, ma così non avvenne, e le prestazioni del Vérité restavano mediocri sia utilizzando le OpenGL che le DirectX.
Acquistato solo da Diamond Multimedia, che lo montò sulle schede della linea Stealth II, il V2x00 ottenne uno scarso successo che compromise la realizzazione della terza generazione del Vérité.
Fallì, inoltre, il progetto congiunto con Hercules Computer Technology e Fujitsu di commercializzare, per l'estate del 1998, una scheda video basata sul V2x00 con una unità di calcolo transform & lighting (T&L) integrata: la Hercules Conspiracy, di cui furono realizzati solamente degli esemplari di pre-produzione. Il progetto, che avrebbe anticipato di un anno l'uscita della prima scheda video con supporto T&L (la GeForce 256 commercializzata nell'agosto del 1999), venne abbandonato perché il V2x00, dai benchmark di Rendition, risultava più lento del Voodoo 2 che 3dfx stava realizzando, e quindi, l'azienda californiana reputava necessario anticipare lo sviluppo della terza generazione del Vérité per il gennaio 1999.
Rendition iniziò a sviluppare la nuova versione della sua GPU, il V3300, ma, a causa della non florida situazione finanziaria, l'azienda fu acquistata da Micron Technology e il progetto fu cancellato.
Si susseguirono altri annunci nel tempo, anche di una quarta generazione del Vérité (V4400E) per il 2000, ma nessuna GPU venne più prodotta.